# Orde van de Serafijnen

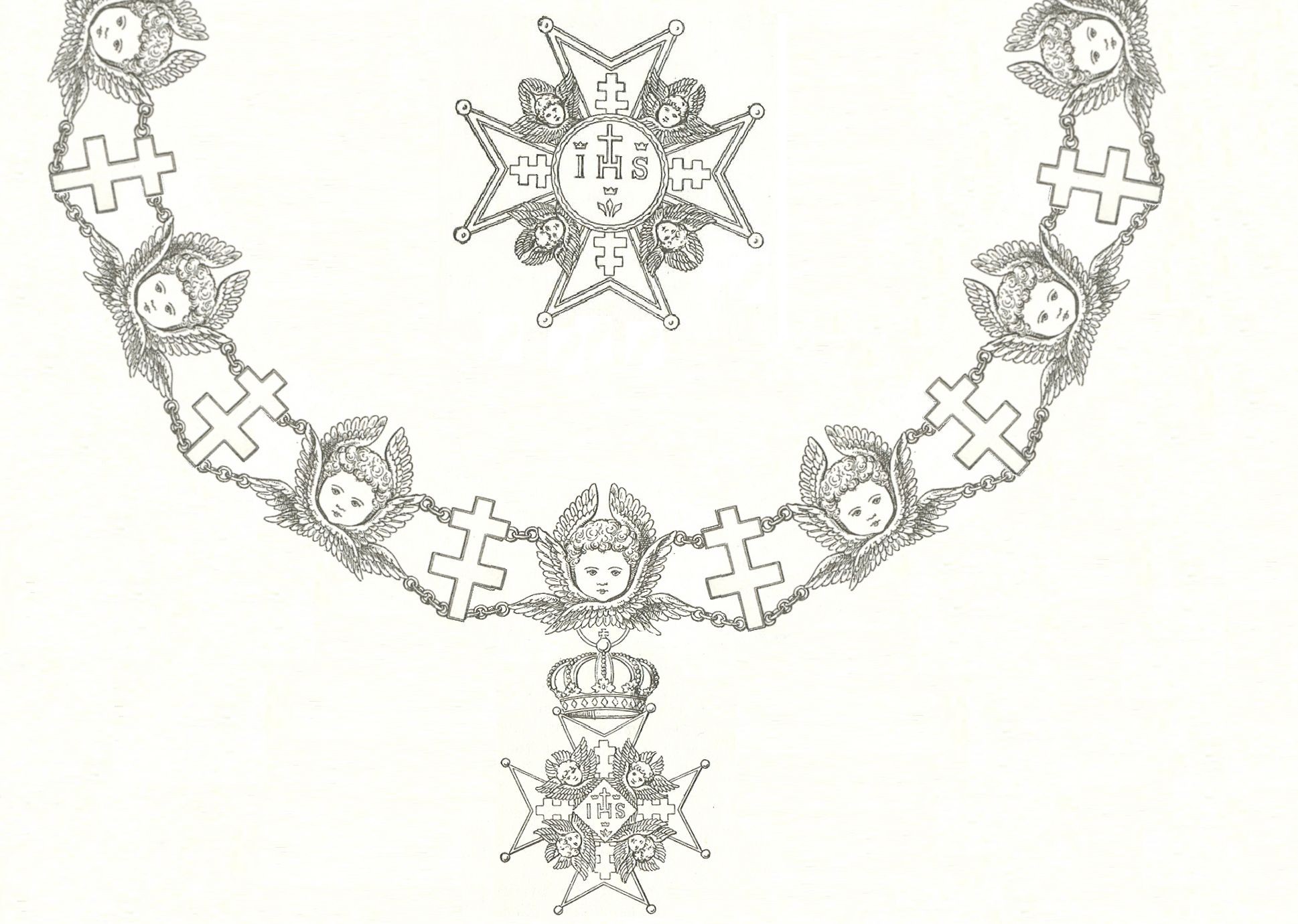
De keten van de orde

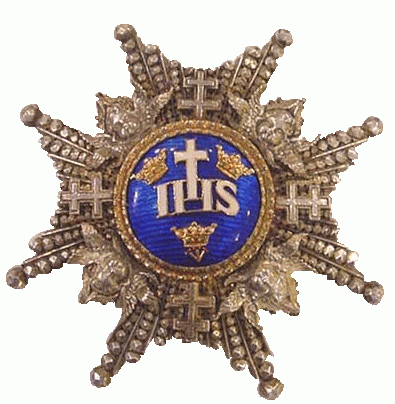
Ster van de orde

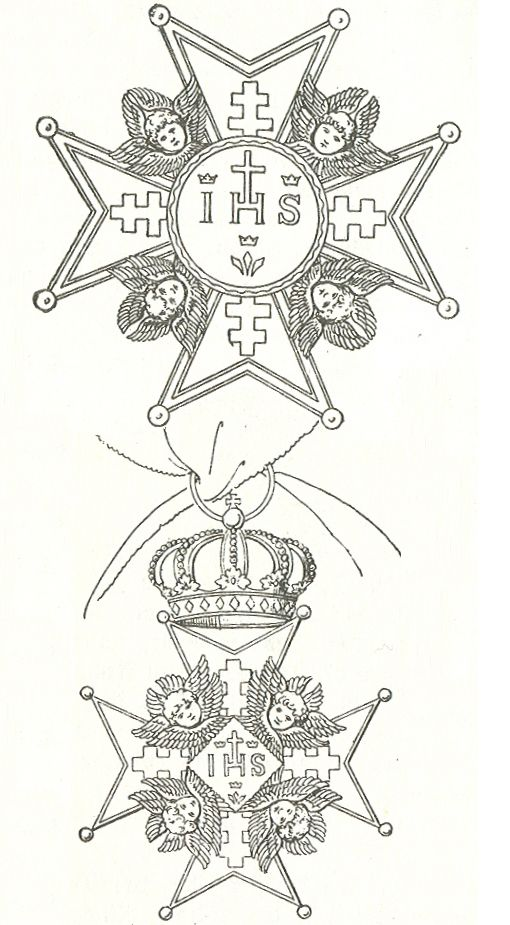
Ster en kleinood

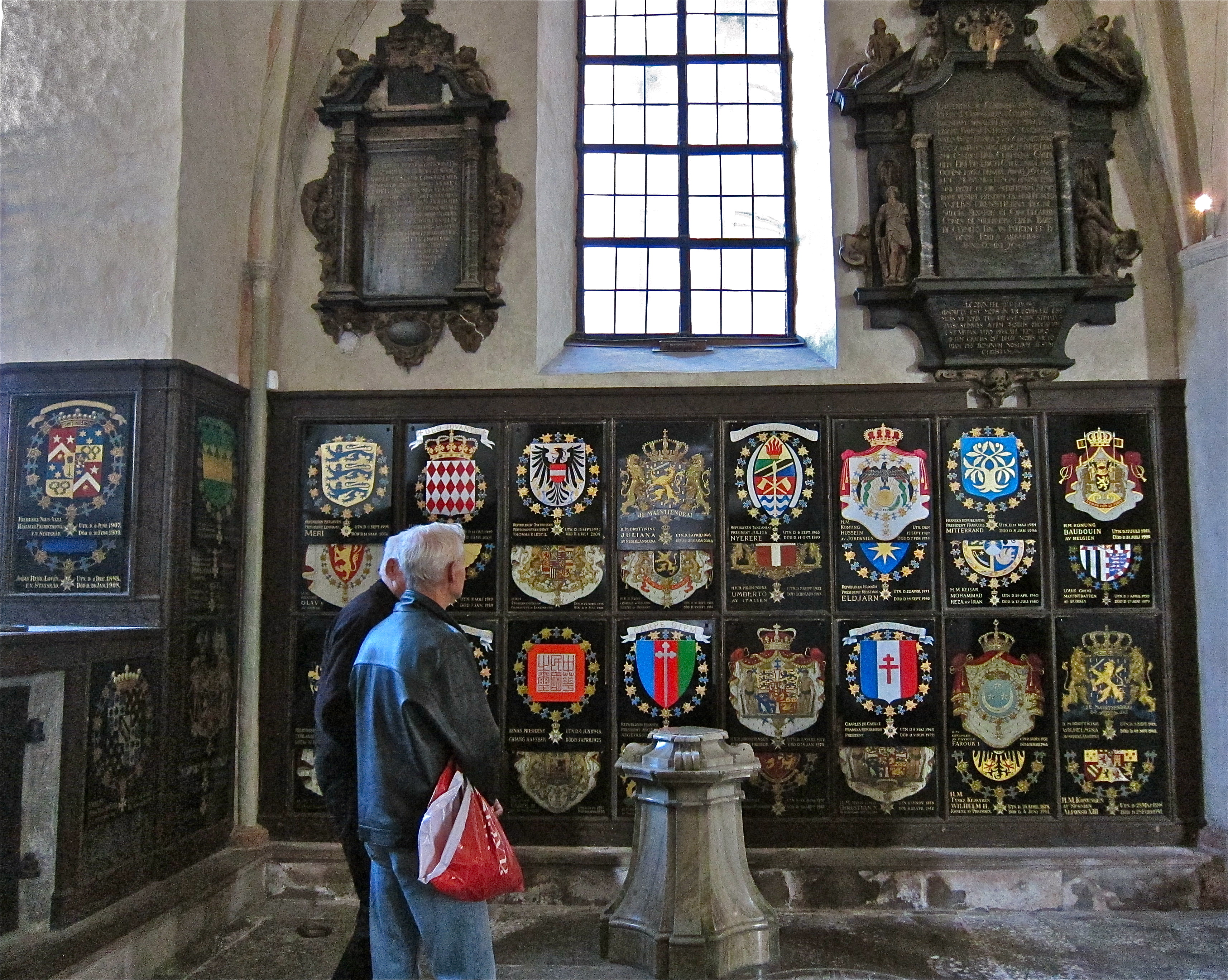
Wapenborden in de Riddarholmskyrkan

De Meest Nobele Orde van de Serafijnen (Zweeds: "Kungliga Serafimerorden") is een Zweedse ridderorde en werd op 27 februari 1748 gesticht door koning Frederik I van Zweden. De stichting zou een herstel zijn van de oudere, al in de tweede helft van de 16e eeuw of in 1260 of 1285 door Magnus I van Zweden ingestelde ridderorde. Maximilian Gritzner schrijft over een bron die de orde in 1336 beschreef. Dat zou de orde ouder maken dan de Orde van de Kousenband. Het is zeer wel mogelijk dat men de Orde van de Serafijnen in 1748 een groots en eeuwenoud verleden heeft toegedicht om het prestige van de onderscheiding zo te verhogen.

## Geschiedenis van de Orde
De Zweedse koning schiep in 1748 een systeem waarin de drie Zweedse ridderorden, de Orde van de serafijnen ("Het blauwe lint ofwel "Det blåa bandet"), de Orde van de Poolster (het zwarte lint) en de Orde van het Zwaard elkaar aanvulden. Men moest in een van de twee andere orden opgenomen zijn om de Serafijnenorde te verkrijgen en een Ridder in de Orde van de Serafijnen werd Grootcommandeur in de twee andere orden.
De Orde van de Serafijnen is een van de meest prestigieuze onderscheidingen ter wereld en werd vooral aan staatshoofden toegekend. Toen de Zweedse regering in 1975 de ridderorden voor binnenlands gebruik afschafte bleef de orde als huisorde van de Zweedse koningen en als onderscheiding voor bevriende staatshoofden, koningen en presidenten, bestaan. Ook met hen gelijk te stellen personen, zoals de secretarissen-generaal van de Verenigde Naties komen voor de decoratie in aanmerking. De jurist Sten Rudholm was in 1975 de laatste in de orde opgenomen Zweed.
De Nederlandse koninginnen en koning Juliana, Beatrix en Willem-Alexander en de opeenvolgende Belgische koningen zijn ridders in de Serafijnenorde. Dat geldt ook voor hun echtgenoten Bernhard, Fabiola en Paola. De Zweedse koning is de grootmeester van de Orde.
De schoonzoon van de Zweedse koning, Daniel van Zweden Hertog van Västergötland, droeg  na zijn huwelijksplechtigheid op 19 juni 2010 de ster en het lint van de orde van de Serafijnen. Het lint had tijdens de dienst voor het altaar op een kussen klaargelegen.

## Graden
De orde heeft een enkele graad, die van ridder. Geestelijken en dames worden als "leden" in de Orde opgenomen. Deze ridders en leden dragen de titel "Ridder (of Lid) en Commandeur in Zijne Koninklijke Majesteits Ridderorden" (Zweeds: "Riddare och kommendör av Kunglig Majestäts Orden") wat herinnert aan de oude regel dat men eerst grootcommandeur in een andere Zweedse Ridderorde moest zijn voordat men in de Serafijnenorde werd benoemd. In het verleden waren er 32 Zweedse ridders, nu zijn alleen de leden van de koninklijke familie nog (geboren) ridder of lid in deze Orde. Een Zweedse prins of prinses mag de Orde pas na de belijdenis in de Zweedse Staatskerk dragen.
De prinsen en sinds 1952 ook de prinsessen van Zweden waren en zijn geboren ridders en leden van de Orde van de Serafijnen. Koning Oscar II van Zweden gaf zijn echtgenote in 1902 toestemming om de orde te dragen maar maakte haar geen lid. De vele Zweedse prinsen die een morganatisch huwelijk sloten en hun aanspraken op de troon opgaven, werden dan graven Bernadotte maar verloren ook het ridderschap in de orde van de Serafijnen waarvan de keten al bij de doop in de wieg wordt gelegd.
Tussen 1752 en 1980, toen het gesloten werd, moesten de ridders en de leden ieder jaar het ziekenhuis van de orde, het gerenommeerde "Serafimerlasarettet", bezoeken of in ieder geval financieel ondersteunen.
In de kapel van de Orde, de Ridderholmskyrkan in Stockholm, worden de al tijdens hun leven vervaardigde wapenborden met de wapens van de gestorven ridders en leden opgehangen. Hun wapenborden worden daarmee hun rouwborden. Wanneer een van hen sterft luidt men op de dag van de begrafenis de klokken gedurende een uur.

## De Serafijnenmedaille
De aan de Orde verbonden medaille, de "Serafijnenmedaille" (Zweeds:"Serafimermedaljen"), wordt zeer zelden toegekend. Zij beloont de zorg voor zieken en armen.
De gouden medaille draagt de beeltenis van Frederik de Eerste en het randschrift "Fridericus D.G. Rex Sueciae" en hangt aan een koningskroon die met meerdere zilveren kettinkjes aan het donkerblauwe lint is vastgemaakt.De keerzijde toont de keten van de orde en de tekst "Procederes Cum Principe Nectit 1748" en "Ordo Eq. Seraphin. Restauratus Natali Regis LXXIII". De medaille werd in de 20e eeuw slechts tweemaal verleend. In 1974 werd de bevoegdheid om deze medaille uit te reiken aan de koning persoonlijk overgelaten die op deze wijze alsnog Zweden kan belonen die nu niet meer voor een ridderorde in aanmerking komen. Men gebruikt nog steeds de in 1748 geslagen medailles.

## De versierselen van de orde
De Ridders dragen een kostbaar kleinood bestaande uit een achtpuntig gouden kruis met witte emaille en gouden patriarchale kruisen op de armen en vier gouden serafijnen in de armen aan een zware gouden keten.
Op het blauwe medaillon zijn drie Zweedse heraldische gouden kronen, drie gouden spijkers en het door een kruis aangevulde monogram "IHS" ("Iesus Hominum Salvator") afgebeeld. Op de keerzijde staat staat het monogram "FRS" van de stichter.
Als verhoging dient een gouden beugelkroon.
De keten bestaat uit elf gouden serafijnen en elf lichtblauwe patriarchale kruisen.
Deze  keten lijkt geïnspireerd te zijn door de versierselen van oudere Zweedse ridderorden, meer bepaald gaat het om:
- De keten van de Salvatororden van Erik XIV van Zweden
- De keten van de Agnus Dei-orde van Johan III van Zweden
- De keten van de Jehova-orde van Karel IX van Zweden
- De keten van de Jezusorde van Karel X Gustaaf en Karel XI van Zweden

Deze ketens werden alleen door de koning gedragen en de orden kregen geen statuten. Ze worden daarom niet als volwaardige ridderorden beschouwd. De keten van de Orde van de Serafijnen bevat elementen uit elk van deze ketenen.
De ster is van zilver, de armen zijn niet geëmailleerd en zij heeft het model van het kleinood. In het midden van de ster is het blauwe medaillon gelegd. Zoals in geheel Europa gebruikelijk waren de sterren tot in het midden van de 19e eeuw geborduurd uit zilverdraad, pailletten en gouddraad. In 1860 werd de zilveren ster ingevoerd.
Het kleinood wordt ook wel aan een breed hemelsblauw lint over de rechterschouder gedragen.

## De Ordekleding
In het verleden droegen de ridders op kapittels en kroningen een bijzonder kostuum uit witte atlaszijde met zwarte omslagen en een witte hoed zwarte en witte pluimen.
Op de over dit kostuum gedragen zwarte mantel met witte voering en witte kraag werd een grote uit zilverdraad geborduurde ster van de orde gestikt.

## De Orde van de Serafijnen in de heraldiek
De Orde van de Serafijnen speelt als heraldisch pronkstuk een belangrijke rol in de Zweedse heraldiek. De ridders laten hun wapen schilderen op een wapenbord dat in de Koninklijke Kapel in Stockholm wordt geplaatst. De keten wordt bij de ridders om het wapenschild gehangen.
De vrouwelijke leden van de Orde van de Serafijnen voeren een wapen met een grootlint dat om het schild is gelegd. Het blauwe lint eindigt in dat geval niet in een strik zoals het dat wel doet wanneer een dame het lint draagt.
Ook in wapens van bijzondere onderdelen van de Zweedse strijdkrachten zoals de lijfgarde, de Livgardet"", kreeg de keten een plaats als pronkstuk. Met de keten wordt de bijzondere verbondenheid tussen de koningsfamilie en de koninklijke garde tot uitdrukking gebracht.
In het "grote wapen" van de koning van Zweden krijgt de keten van de Orde van de Serafijnen de ereplaats. Dat betekent dat wanneer meerdere ketens van Zweedse ridderorden om het wapenschild zijn gehangen de keten van de Serafijnenorde de langste getoonde keten is en het kleinood van de Orde van de Serafijnen onderaan hangt.
De ridders in de orde krijgen een wapenbord wat betekent dat diegenen die nog geen wapen voeren een wapen moeten kiezen, De Duitse en Poolse presidenten voeren niet allen een eigen wapen en zij moeten dus, net als bij de Deense Orde van de Olifant een wapen laten tekenen. De Poolse president Lech Wałęsa liet een uitgebreide wapentekening in de Poolse traditie vervaardigen.